# Ковризька сільська рада (Шадрінський район)
Коври́зька сільська рада (рос. Коврижский сельский совет) — сільське поселення у складі Шадрінського району Курганської області Росії.
Адміністративний центр — село Коврига.
Населення сільського поселення становить 523 особи (2017; 552 у 2010, 698 у 2002).

## Склад
До складу сільського поселення входять:
| Населений пункт    | Населення, осіб (2002) | Населення, осіб (2010) |
| ------------------ | ---------------------- | ---------------------- |
| Коврига, село      | 588                    | 482                    |
| Ячмінево, присілок | 110                    | 70                     |